# Lothar John
Lothar John (Breslau, 17 de septiembre de 1933-14 de marzo de 2025) fue un piloto alemán de motociclismo, que participó en el Campeonato del Mundo de Motociclismo desde la temporada de 1959 hasta la temporada de 1973.

## Biografía
John debutó en el Mundial en 1959 en el Gran Premio de Alemania de 500cc y obtuvo su primer trofeo en la temporada de 1961, quedando en sexta posición pilotando una BMW RS 54.
Sus mejores resultados se produjeron a finales de los 60 y principios de los 70. En la temporada de 1969, consiguió el segundo puesto en la carrera de 250cc por detrás de Hugh Anderson en el Gran Premio de Alemania y el noveno puesto en la clasificación general al final de la temporada.En la temporada de 1971, se clasificó en el puesto 12 de la categoría reina con tres lugares entre los 10 primeros. Además de los éxitos en el Mundial, destacan los dos títulos del Campeonato Nacional alemán en la cilindrada de 250cc en 1968 y 1969.
Falleció el 14 de marzo de 2025 de insuficiencia cardíaca.

## Resultados en el Campeonato del Mundo
Sistema de puntuación desde 1950 hasta 1968:
| Posición | 1.º | 2.º | 3.º | 4.º | 5.º | 6.º |
| Puntos   | 8   | 6   | 4   | 3   | 2   | 1   |

Sistema de puntuación desde 1969 hasta 1987:
| Posición | 1.º | 2.º | 3.º | 4.º | 5.º | 6.º | 7.º | 8.º | 9.º | 10.º |
| Puntos   | 15  | 12  | 10  | 8   | 6   | 5   | 4   | 3   | 2   | 1    |

### Carreras por año
(Carreras en negrita indica pole position; Carreras en cursiva indica vuelta rápida)
| Año  | Clase | Moto    | 1       | 2       | 3       | 4       | 5       | 6       | 7       | 8       | 9      | 10    | 11     | 12      | 13    | Pts. | Pos. |
| ---- | ----- | ------- | ------- | ------- | ------- | ------- | ------- | ------- | ------- | ------- | ------ | ----- | ------ | ------- | ----- | ---- | ---- |
| 1959 | 500cc | BMW     | FRA -   | IOM -   | GER Ret | NED -   | BEL -   |         | ULS -   | NAT -   |        |       |        |         |       | 0    | -    |
| 1960 | 500cc | BMW     | FRA 13  | IOM -   | NED -   | BEL -   | GER 17  | ULS -   | NAT 11  |         |        |       |        |         |       | 0    | -    |
| 1961 | 500cc | BMW     | GER 6   | FRA -   | IOM -   | NED 10  | BEL 14  | RDA 9   | ULS -   | NAT -   | SWE 10 | ARG - |        |         |       | 1    | 28.º |
| 1963 | 500cc | Norton  |         |         | IOM -   | NED Ret | BEL 12  | ULS -   | RDA -   | FIN -   | NAT -  | ARG - |        |         |       | 0    | -    |
| 1964 | 250cc | Bultaco | USA -   | ESP -   | FRA -   | IOM -   | NED -   | BEL -   | GER 9   | RDA -   | ULS -  |       | NAT -  | JPN -   |       | 0    | -    |
| 1964 | 500cc | Norton  | USA -   |         |         | IOM -   | NED -   | BEL -   | GER Ret | RDA -   | ULS -  | FIN - | NAT -  | JPN -   |       | 0    | -    |
| 1965 | 500cc | Norton  |         | GER Ret |         |         | IOM -   | NED -   | BEL -   | RDA -   | CZE -  | ULS - | FIN -  | NAT -   |       | 0    | -    |
| 1966 | 125cc | Honda   | ESP -   | GER 12  |         | NED 10  |         | RDA -   | CZE -   | FIN -   | ULS -  | IOM - | NAT -  | JPN -   |       | 0    | -    |
| 1966 | 250cc | Bultaco | ESP -   | GER -   | FRA -   | NED -   | BEL 19  | RDA -   | CZE -   | FIN -   | ULS -  | IOM - | NAT -  | JPN -   |       | 0    | -    |
| 1967 | 250cc | Suzuki  | ESP -   | GER 10  | FRA -   | IOM -   | NED -   | BEL -   | RDA 9   | CZE -   | FIN -  | ULS - | NAT -  | CAN -   | JPN - | 0    | -    |
| 1968 | 50cc  | Suzuki  | GER -   | ESP -   | IOM -   | NED -   | BEL 11  |         |         |         |        |       |        |         |       | 0    | -    |
| 1968 | 125cc | MZ      | GER -   | ESP -   | IOM -   | NED 13  |         | RDA Ret | CZE 5   | FIN -   | ULS -  | NAT 8 |        |         |       | 2    | 20.º |
| 1968 | 250cc | Suzuki  | GER 9   | ESP -   | IOM -   | NED 12  | BEL Ret | RDA -   | CZE -   | FIN -   | ULS -  | NAT 9 |        |         |       | 0    | -    |
| 1969 | 125cc | Yamaha  | ESP -   | GER 4   | FRA Ret | IOM -   | NED Ret | BEL 8   | RDA 8   | CZE -   | FIN -  |       | NAT -  | YUG -   |       | 14   | 15.º |
| 1969 | 250cc | Suzuki  | ESP -   | GER 2   | FRA 13  | IOM -   | NED 13  | BEL 8   | RDA 7   | CZE 9   | FIN -  | ULS - | NAT -  | YUG -   |       | 21   | 9.º  |
| 1970 | 125cc | Yamaha  | GER Ret | FRA -   | YUG -   | IOM -   | NED 13  | BEL 16  | RDA -   | CZE -   | FIN 7  |       | NAT -  | ESP -   |       | 4    | 39.º |
| 1970 | 250cc | Yamaha  | GER 7   | FRA -   | YUG -   | IOM -   | NED 10  | BEL 13  | RDA -   | CZE 9   | FIN 8  | ULS - | NAT 10 | ESP -   |       | 11   | 20.º |
| 1971 | 350cc | Yamaha  | AUT -   | GER 10  | IOM -   | NED -   |         | RDA -   | CZE -   | SWE 12  | FIN 10 | ULS - | NAT -  | ESP -   |       | 2    | 53.º |
| 1971 | 500cc | Yamaha  | AUT 5   | GER Ret | IOM -   | NED 12  | BEL Ret | RDA Ret |         | SWE Ret | FIN 8  | ULS - | NAT 7  | ESP -   |       | 13   | 12.º |
| 1972 | 125cc | Yamaha  | GER -   | FRA -   | AUT -   | NAT 10  | IOM -   | YUG -   | NED 8   | BEL -   | RDA -  | CZE 7 | SWE 9  | FIN Ret | ESP - | 10   | 19.º |
| 1972 | 500cc | Yamaha  | GER 10  | FRA -   | AUT -   | NAT 8   | IOM -   | YUG -   | NED 11  | BEL 10  | RDA -  | CZE 8 | SWE -  | FIN 10  | ESP - | 9    | 21.º |
| 1973 | 250cc | Yamaha  | FRA -   | AUT -   | GER 15  |         | IOM -   | YUG -   | NED 16  | BEL 11  | CZE 17 | SWE - | FIN -  | ESP -   |       | 0    | -    |
| 1973 | 500cc | Suzuki  | FRA -   | AUT -   | GER Ret |         | IOM -   | YUG -   | NED 15  | BEL 12  | CZE 9  | SWE - | FIN -  | ESP Ret |       | 2    | 48.º |